# Gọi hồn quỷ dữ
Gọi hồn quỷ dữ (tên tiếng Anh: Talk to Me) là bộ phim kinh dị siêu nhiên của Úc ra mắt năm 2022 được đạo diễn bởi cặp đôi Danny và Michael Philippou và đây cũng là bộ phim đầu tay của họ, với kịch bản được chấp bút bởi Danny Philippou và Bill Hinzman dựa trên ý tưởng của Daley Pearson. Phim có sự tham gia diễn xuất của Sophie Wilde, Alexandra Jensen, Joe Bird, Otis Dhanji, Miranda Otto và Zoe Terakes. Bộ phim là hành trình theo chân một nhóm bạn trẻ khám phá ra được một cách thức để liên kết với những linh hồn từ thế giới bên kia bằng việc sử dụng một bàn tay bị chặt đứt và được ướp xác đầy bí ẩn.
Gọi hồn quỷ dữ được công chiếu lần đầu tại Liên hoan phim Adelaide vào ngày 30 tháng 9, 2022 và được phát hành bởi Maslow Entertainment, Umbrella Entertainment và Ahi Films tại Úc vào ngày 27 tháng 7, 2023. Phim đã thành công gặt hái đượ nhiều phản hồi tích cực từ các nhà phê bình về cốt truyện, đạo diễn, những phân cảnh kinh dị, hiệu ứng thực tế, thiết kế âm thanh và màn trình diễn đầy ấn tượng từ Wilde và Bird. Phim cũng thành công về mặt doanh thu phòng vé toàn cầu với con số thu về được là 91.9 triệu Đô la Mỹ chỉ với kinh phí sản xuất là 4.5 triệu Đô la Mỹ, và trở thành bộ phim kinh dị có doanh thu cao nhất và bộ phim có doanh thu cao thứ ba của nhà phân phối A24. Một phần hậu truyện của phim cũng đang được phát triển.

## Diễn viên
- Sophie Wilde thủ vai Mia
- Alexandra Jensen thủ vai Jade, bạn của Mia
- Joe Bird thủ vai Riley, em trai của Jade
- Otis Dhanji thủ vai Daniel, bạn trai của Jade
- Miranda Otto thủ vai Sue, mẹ của Jade và Riley
- Zoe Terakes thủ vai Hayley, chủ buổi tiệc
- Chris Alosio thủ vai Joss, chủ buổi tiệc
- Marcus Johnson thủ vai Max, cha của Mia
- Alexandria Steffensen thủ vai Rhea, mẹ của Mia
- Sunny Johnson thủ vai Duckett
- Ari McCarthy thủ vai Cole, anh của Duckett